# タナベキネマ
タナベキネマ（1958年開業 - 2012年3月31日閉館）は、かつて大阪市東住吉区にあった映画館である。日本映画の名画座だった。旧称は田辺キネマ（読み同）で、駒川タナベキネマ（こまがわタナベキネマ）とも表記された。併設のタナベ国際劇場（タナベこくさいげきじょう）は、ピンク映画の上映館であり、旧称は田辺国際映画劇場（タナベこくさいえいがげきじょう）であった。東住吉区内に最後まで残った映画館であったが、いずれも2012年に閉館した。

## 略歴・概要
1958年（昭和33年）、現在の大阪府大阪市東住吉区駒川4-1-1に開業する。この年の時点では、東住吉区内の映画館は同館の他、桑津敷島劇場、田辺松竹、田辺大映、バンビ劇場、北田辺映劇、針中野東映、針中野センター劇場、矢田映画劇場の計8館が存在していた。
従来1階の田辺キネマで東宝・大映・日活・松竹の日本映画を上映し、2階の田辺国際映画劇場でアメリカ映画等の洋画を3本立て上映していたが、1970年代末、1階をパチンコ店「123」（延田エンタープライズ経営）に改装し、2階に2館の映画館タナベキネマ、タナベ国際劇場として新装した。前者が100席、後者が90席である。大阪府に生まれ育った映画監督の亀井岳（かめい たけし、1969年 - ）は、しばしばタナベキネマで映画を観ていたという。
長らく南海平野線の駒川町停留場と中野停留場の間に立地していたが、1980年（昭和55年）11月27日、大阪市営地下鉄谷町線の延伸とともに「駒川中野駅」が開業し、同駅から徒歩5分の距離となった。同日、南海平野線は廃業している。
大阪府の「まいど子でもカード」協賛店舗であり、同カード会員に対し、一般料金の200円割引を行なっていた。水曜日には、女性900円（新作1,000円）の割引を行なっていた。
2012年（平成24年）3月31日、タナベキネマ、タナベ国際劇場ともに閉館した。閉館理由は、デジタル上映施設への設備投資の断念であった。前日までの最終番組は、『日輪の遺産』（監督佐々部清、配給角川映画、2011年8月27日公開作品）と『サラリーマンNEO劇場版 (笑)』（監督吉田照幸、配給ショウゲート、2011年11月3日公開作品）の2本立て興行であった。同館の最終上映は同日14時55分の回からであった。閉館当時の入場料は、前者が1,200円、後者が1,100円であった。閉館時の支配人は岡秀生、同館に1985年（昭和60年）から27年間勤務した人物であった。なお、同館閉館後も1階のパチンコ店「123」は引き続き営業を続けている。